# 이오니아 제도 합중국
이오니아 제도 합중국(그리스어: Ηνωμένον Κράτος των Ιονίων Νήσων, 이탈리아어: Stati Uniti delle Isole Ionie, 영어: United States of the Ionian Islands)는 1815년부터 1864년까지 이오니아해의 이오니아 제도에 있었던 대영 제국의 우호 보호국이었다. 이오니아 제도 연합주는 그리스 왕국의 국왕으로 새로이 즉위한 요르요스 1세를 위해 영국이 그리스 왕국에 할양하면서 소멸되었다.

## 같이 보기
- 이오니아 제도
- 에프타니소스 공화국